# PO-264
La PO-264 (en la provincia de Pontevedra), es una carretera de la Red Secundaria de la Junta de Galicia que une las localidades de Paredes (Vilaboa) y Arcade (Sotomayor). 
Atraviesa los municipios de Vilaboa, Pontevedra y Sotomayor. Tiene una longitud de 3,57 kilómetros y comienza en un cruce con la N-550 en Paredes (Vilaboa) y finaliza en un cruce con la N-550 en Arcade (Sotomayor).

## Descripción
La carretera es un tramo del antiguo camino real que iba de Tuy a Santiago de Compostela. En algunos tramos coincide con la ruta portuguesa del Camino de Santiago.
Sale de Paredes, en el municipio de Vilaboa. Discurre sobre la antigua línea de tren Redondela-Pontevedra, en desuso desde 2013. Tras entrar en el término municipal de Pontevedra, pasa bajo el Eje Atlántico de alta velocidad. Cruza el arroyo Cacheiro y el río Ulló en su desembocadura en la ensenada de San Simón, y entra en el Puente (Puente Sampayo) por la calle de los héroes de la batalla de Puente Sampayo.
Cruza el río Oitavén por el puente Puente Sampayo y llega a Arcade. Cruza la localidad por la Avenida de José Solla y continúa por la calle del Calvario hasta enlazar de nuevo con la N-550.

## Galería de imágenes

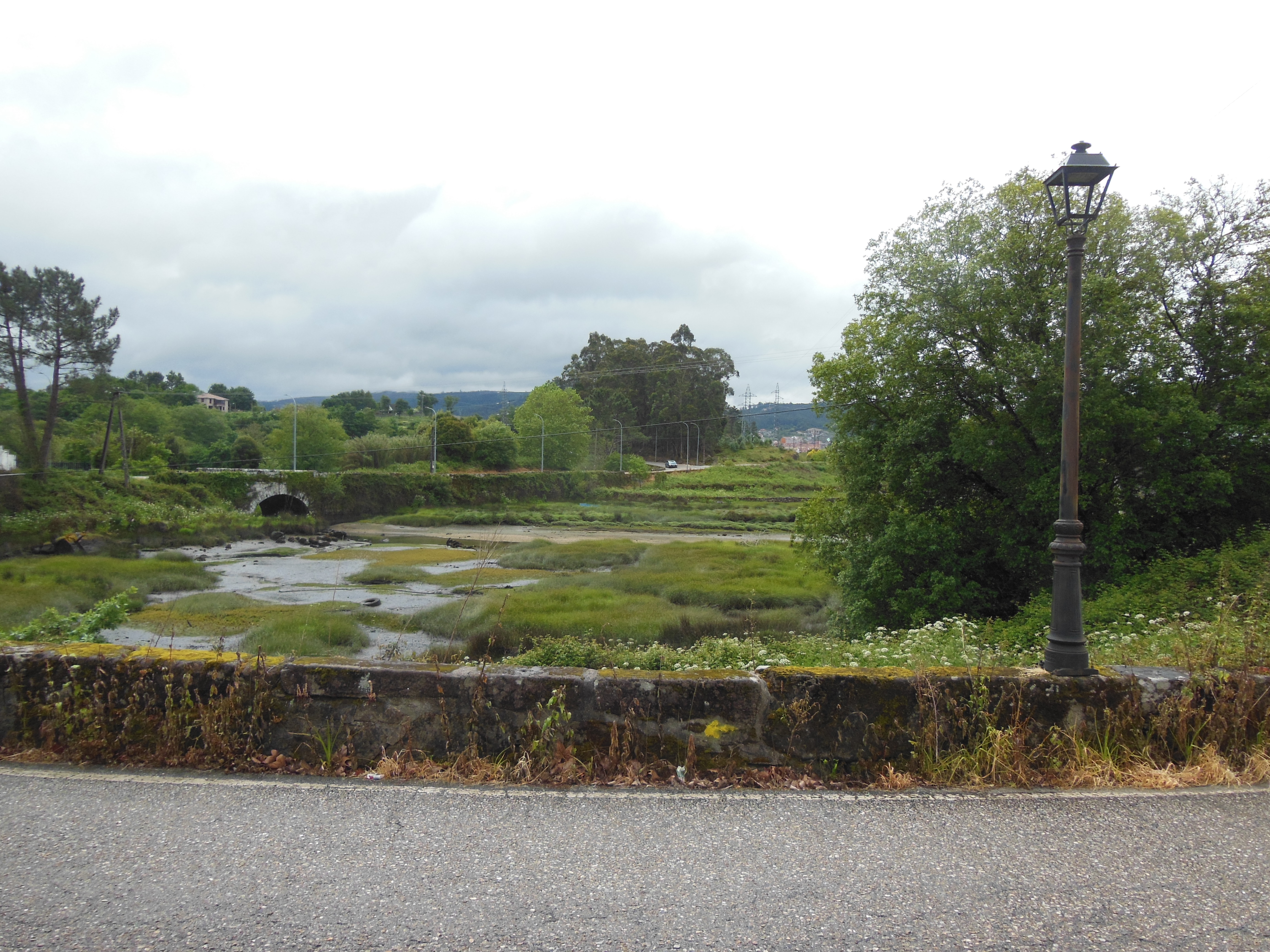
La PO-264 en la desembocadura del río Ulló
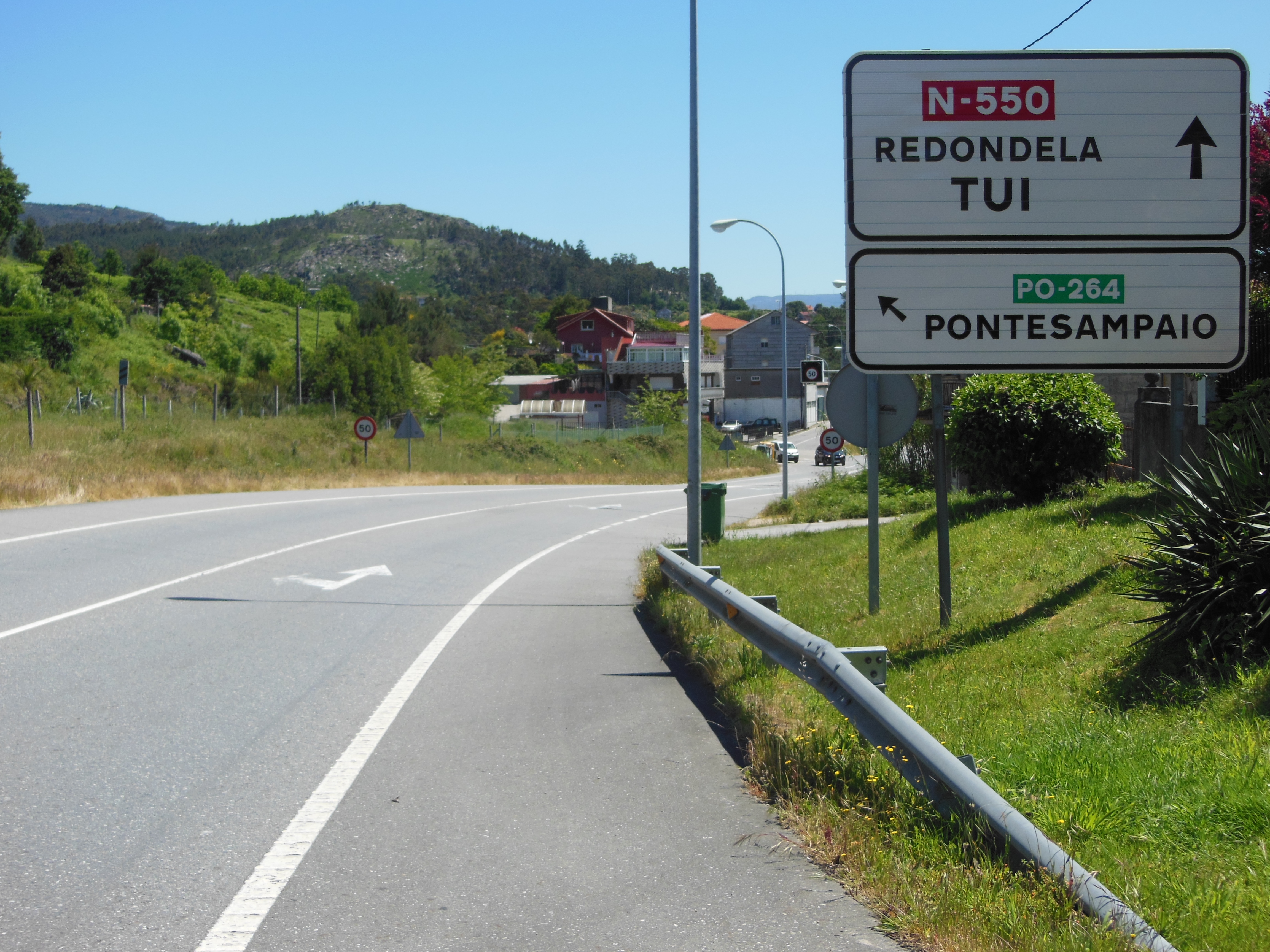
Señal hacia la PO-264 en Paredes